# Sobekhotep III.
Sobekhotep III., auch Sebekhotep III. oder Sebekhotpe III., war ein altägyptischer König (Pharao) der 13. Dynastie (Zweite Zwischenzeit), der um 1745 bis um 1742 v. Chr., nach anderer Chronologie (siehe Liste der Pharaonen) von um 1708 bis um 1705 v. Chr. regierte.

## Belege

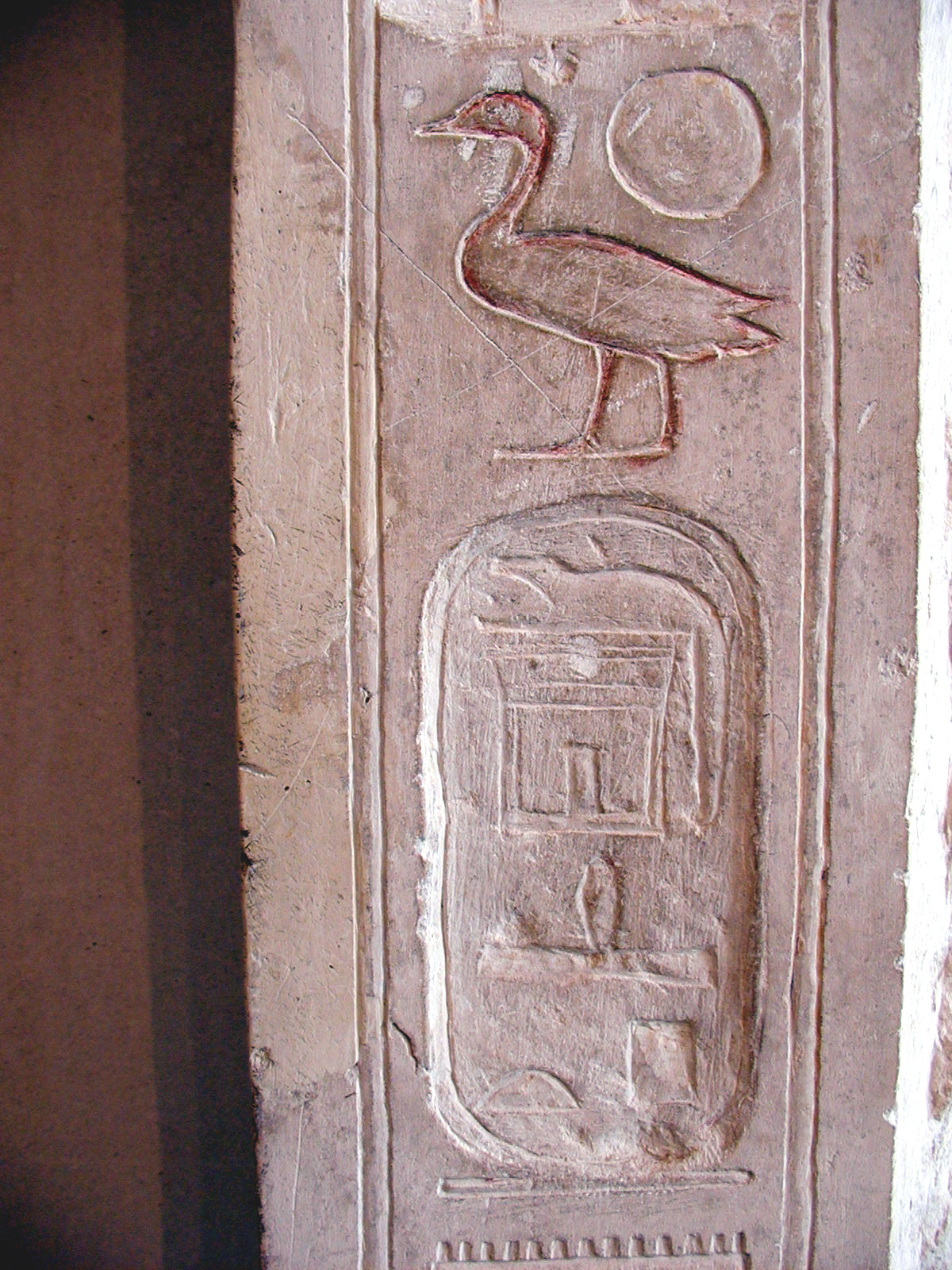
Eigenname des Herrschers in Medamud, wo er eine ältere Inschrift usurpierte

Sobekhotep III. ist von zahlreichen Monumenten her bekannt, obwohl er nach dem Turiner Königspapyrus nur drei Jahre und zwei Monate regiert haben soll. In Medamud erbaute er den Säulenhof und eine Kolossalstatue, usurpierte einen Tempelbau des Sesostris III. In Karnak, Elkab und Tod hat er gebaut oder zumindest seinen Namen dort anbringen lassen, wie aufgefundene Blöcke zeigen.

## Familie
Es gibt zahlreiche Monumente, die seine umfangreiche Familie nennen. Sein Vater war ein gewisser „Gottesvater“ Mentuhotep, seine Mutter hieß Iau-Hejebu/Juhabu (jawhjbw). Als Gemahlinnen sind eine Neni und eine Senebhenaes bekannt, ebenso zwei Brüder Seneb und Cha-kau und zwei Töchter der Neni: Iuhetibu Fendi und Dedet-anqet. Iuhetibu schrieb ihren Namen sogar in einer Kartusche, was zu dieser Zeit sehr selten für königliche Frauen belegt ist.

## Regentschaft
Der König scheint aus dem Kreise der Militärs zu stammen. Sein Titel als Bürgerlicher war Kommandant der Truppe des Herrschers. Wie er von dort zum Thron gelangte, ist unbekannt. Mit diesem Herrscher setzte eine stabile Periode in der 13. Dynastie ein, nachdem die ersten Jahre wohl sehr unruhig verlaufen waren. Die Beziehung zu seinem Nachfolger Neferhotep I. ist unbekannt, jedenfalls scheinen die beiden Herrscher nicht verwandt gewesen zu sein.